# Cuadrilla de Gorbeialdea
Die Comarca Cuadrilla de Gorbeialdea ist eine der sieben Comarcas in der Provinz Álava.
Die im Norden der Provinz gelegene Comarca umfasst 6 Gemeinden auf einer Fläche von 461,58 km².

## Gemeinden
| Gemeinde                         | Einwohner (2024) | Fläche km² | Dichte Einw./km² | Cod INE | Postleitzahl |
| -------------------------------- | ---------------- | ---------- | ---------------- | ------- | ------------ |
| Aramaio                          | 1.381            | 73,27      | 19               | 01003   | 01169        |
| Arratzua-Ubarrundia              | 1.047            | 57,41      | 18               | 01008   | 01520        |
| Legutio                          | 2.086            | 45,85      | 45               | 01058   | 01170        |
| Urkabustaiz                      | 1.462            | 60,49      | 24               | 01054   | 01440        |
| Zigoitia                         | 1.844            | 102,07     | 18               | 01018   | 01138        |
| Zuia                             | 2.372            | 122,49     | 19               | 01063   | 01130        |
| Comarca Cuadrilla de Gorbeialdea | 10.192           | 461,58     | 22               | –       | –            |